# Medaille für treue Dienste in der Kasernierten Volkspolizei

Medaille für treue Dienste in der Kasernierten Volkspolizei in Bronze

Die Medaille für treue Dienste in der Kasernierten Volkspolizei war eine staatliche Auszeichnung  der Deutschen Demokratischen Republik (DDR), welche in Form einer tragbaren Medaille verliehen wurde.

## Geschichte
Die Medaille wurde am 28. Mai 1954 in einer Stufe gestiftet. Ihre Verleihung erfolgte bis zur Gründung der Nationalen Volksarmee (NVA) der DDR am 1. März 1956 an Angehörige der KVP, die fünf Jahre in den bewaffneten Organen der DDR ehrlich, gewissenhaft und treu gedient hatten. 

## Aussehen und Tragweise
Die bronzene Medaille mit einem Durchmesser von 36 mm zeigt auf ihrem Aversmittig zwei Fahnen, wobei die Deutschlandflagge (ohne Wappen der DDR) vor der Fahne der Arbeiterklasse steht. Darüber befindet sich die Umschrift: FÜR TREUE DIENSTE. Unter den beiden Flaggen sind die erhaben geprägten Buchstaben KVP zu sehen, der offiziellen Abkürzung der Kasernierten Volkspolizei. Die Buchstaben selber werden links und rechts von je einen dreiblättrigen Eichenlaubzweig flankiert, der vom unteren Medaillenrand aus leicht nach oben gebogen verläuft und jeweils die beiden Äußeren Buchstaben streift. Das Revers der Medaille zeigt dagegen mittig Hammer und Zirkel die von zwei zu einem Kreis gebogenen Ähren nahezu vollständig umschlossen werden. Die eingeschlagenen Verleihungszahlen am unten Medaillenrand waren bis zur 20.000 Verleihung sechsstellig und ab der 30.000 dann nur noch fünfstellig. Medaille ohne Verleihungszahl stellen sogenannte Zweitstücke der Beliehenen dar. Getragen wurde die Medaille an einer fünfeckigen pentagonalen dunkelgrünen 24 mm breiten Spange, deren Saum beidseitig je von einem 3 mm breiten schwarz-rot-goldenen Randstreifen aufwies. Nach der Trageweise der Kasernierten Volkspolizei lag dabei das linke über das rechte Band geschlagen. Wem das so nicht gefiel, der konnte ab 1956 sein Ordensband gegen die NVA-Tragweise, rechts über das linke Band geschlagen, umtauschen. Allerdings war dieses Ordensband dann hellgrün und entsprach dabei dem Ordensband der Medaille für treue Dienste in der Nationalen Volksarmee. Die Interimsspange mit den Maßen 24 × 13 mm war von gleicher Beschaffenheit wie das Ordensband.